# Swing You Sinners!
A Swing You Sinners! egy 1930-as animációs rövidfilm, amelyet a Fleischer testvérek rendeztek, a Talkartoons-filmsorozat részeként. A rajzfilm szürreális, sötét és néha még absztrakt tartalmáról is híres, de magyar szinkron nem készült hozzá, emiatt Magyarországon még soha sem sugározták.

## Cselekmény
|  | Alább a cselekmény részletei következnek! |

Bimbo késő éjszaka éppen egy csirkét próbál ellopni egy ólból. Amikor benyúl érte, véletlenül egy rendőr kezét fogja meg. Rájön, hogy ezért börtönbe is mehet, ezért inkább megpróbál elsétálni, de a csirke követi őt, ezáltal a rendőr is. Miután sikerült leráznia a csirkét, betér egy temetőbe. A temetőben szellemek és démonok ijesztenek rá, amiért bűncselekményeket követett el. Miután Bimbo megpróbál elmenekülni, a szellemek üldözőbe veszik, és bekergetik a Pokolba, ahol nagy koponyák ijesztenek rá, majd a rajzfilm véget ér. 
|  | Itt a vége a cselekmény részletezésének! |

## Forgatás
A rajzfilm 1930. szeptember 24-én jelent meg a Talkartoons filmsorozat egyik epizódjaként, Ted Sears és Willard Bowsky animálásában. George Cannata, Shamus Culhane, Al Eugster, William Henning, Seymour Kneitel és Grim Natwick is dolgoztak rajta, de ők nem szerepelnek a stáblistában. A rajzfilmet egy teljesen új személyzet animálta, aki korábban soha nem dolgozott animációban, mert a stúdiónak le kellett cserélnie néhány kilépett animátort. Shamus Culhane animátor emlékirataiban kijelenti, hogy bár létrehozott és animált egy rasszista rajzfilmet "fekete szakállú, hatalmas orrú és derbi zsidóról", a stúdió hangulata és vegyes etnikai stábja teljesen elfogadhatóvá tette az ábrázolást az összes zsidónak a stúdióban. A szóban forgó rajzfilm Monroe Silver zsidó-amerikai komikusra utal.

## Zene
A filmzenét W. Franke Harling írta, szövegét pedig Sam Coslow. A főcímdal a „Sing, You Sinners!” című zeneszám alapján készült.

## Fordítás
- Ez a szócikk részben vagy egészben  a   Swing You Sinners! című angol Wikipédia-szócikk fordításán alapul.  Az eredeti cikk szerkesztőit annak laptörténete sorolja fel. Ez a jelzés csupán a megfogalmazás eredetét és a szerzői jogokat jelzi, nem szolgál a cikkben szereplő információk forrásmegjelöléseként.